# Callobius sierra
Callobius sierra là một loài nhện trong họ Amaurobiidae.
Loài này thuộc chi Callobius. Callobius sierra được miêu tả năm 1972 bởi Leech.